# Wheelerigobius
A Wheelerigobius a csontos halak (Osteichthyes) főosztályának a sugarasúszójú halak (Actinopterygii) osztályába, ezen belül a sügéralakúak (Perciformes) rendjébe, a gébfélék (Gobiidae) családjába és a Gobiinae alcsaládjába tartozó nem.

## Rendszerezés
A nembe az alábbi 2 faj tartozik:
- Wheelerigobius maltzani (Steindachner, 1881) – típusfaj
- Wheelerigobius wirtzi Miller, 1988